# Động đất ngoài khơi Bán đảo Izu 1974
Động đất bán đảo Izu năm 1974 (伊豆半島沖地震) xảy ra vào lúc 8:33 (JST), ngày 9 tháng 5 năm 1974. Trận động đất có cường độ 6.9 richter. Tâm chấn độ sâu khoảng 9 km, nằm ngoài khơi bán đảo Izu. Trận động đất đã tạo một cơn sóng thần 12 cm tại Omaezaki, tỉnh Shizuoka. Hậu quả trận động đất làm 30 người chết, 102 người bị thương.